# RCAN3
RCAN3 (англ. RCAN family member 3) – білок, який кодується однойменним геном, розташованим у людей на короткому плечі 1-ї хромосоми.  Довжина поліпептидного ланцюга білка становить 241 амінокислот, а молекулярна маса — 27 492.
| 10         |  | 20         |  | 30         |  | 40         |  | 50         |
| ---------- |  | ---------- |  | ---------- |  | ---------- |  | ---------- |
| MLRDTMKSWN |  | DSQSDLCSTD |  | QEEEEEMIFG |  | ENEDDLDEMM |  | DLSDLPTSLF |
| ACSVHEAVFE |  | AREQKERFEA |  | LFTIYDDQVT |  | FQLFKSFRRV |  | RINFSKPEAA |
| ARARIELHET |  | DFNGQKLKLY |  | FAQVQMSGEV |  | RDKSYLLPPQ |  | PVKQFLISPP |
| ASPPVGWKQS |  | EDAMPVINYD |  | LLCAVSKLGP |  | GEKYELHAGT |  | ESTPSVVVHV |
| CESETEEEEE |  | TKNPKQKIAQ |  | TRRPDPPTAA |  | LNEPQTFDCA |  | L          |

A: Аланін

C: Цистеїн

D: Аспарагінова кислота

E: Глутамінова кислота

F: Фенілаланін

G: Гліцин

H: Гістидин

I: Ізолейцин

K: Лізин

L: Лейцин

M: Метіонін

N: Аспарагін

P: Пролін

Q: Глутамін

R: Аргінін

S: Серин

T: Треонін

V: Валін

W: Триптофан

Задіяний у такому біологічному процесі як поліморфізм. 